# گوتیه گالن
گوتیه گالن (انگلیسی: Gauthier Gallon؛ زادهٔ ۲۳ آوریل ۱۹۹۳) بازیکن فوتبال اهل فرانسه است.